# Demicryptochironomus fastigatus
Demicryptochironomus fastigatus är en tvåvingeart som först beskrevs av Henry Keith Townes, Jr. 1945.  Demicryptochironomus fastigatus ingår i släktet Demicryptochironomus och familjen fjädermyggor. Inga underarter finns listade i Catalogue of Life.